# 水生生物学报
《水生生物学报》是中国科学院水生生物研究所所刊，也是中国淡水生物学领域唯一的综合性期刊。该刊创刊于1955年，为16开本，双月刊，每逢单月中旬出刊。编辑部位于武汉市武昌水生所院内。该刊主要刊发淡水生态环境研究，淡水生物生化、遗传、病理、毒理、分类等方面的基础研究，渔业生物学、湖沼学研究，以及淡水生物育种、培养、开发、防疫方面的应用研究。